# Kalvtjärnen (Malå socken, Lappland, 725748-163742)
Kalvtjärnen är en sjö i Malå kommun i Lappland och ingår i Skellefteälvens huvudavrinningsområde. Sjön har en area på 0,317 kvadratkilometer och ligger 379,9 meter över havet.

## Delavrinningsområde
Kalvtjärnen ingår i det delavrinningsområde (725707-163662) som SMHI kallar för Mynnar i Skellefteälvens vattendragsyta. Medelhöjden är 386 meter över havet och ytan är 19,12 kvadratkilometer. Det finns inga avrinningsområden uppströms utan avrinningsområdet är högsta punkten. Norrbäcken som avvattnar avrinningsområdet har biflödesordning 2, vilket innebär att vattnet flödar genom totalt 2 vattendrag innan det når havet efter 153 kilometer. Avrinningsområdet består mestadels av skog (71 procent) och sankmarker (26 procent). Avrinningsområdet har 0,32 kvadratkilometer vattenytor vilket ger det en sjöprocent på 1,7 procent.